# Referèndum sobre la independència de Letònia de 1991
El referèndum d'independència de Letònia va tenir lloc el 3 de març de 1991 al mateix temps que un referèndum semblant a Estònia. Conegut amb el nom de "Consulta popular sobre la independència de la República de Letònia", es va preguntar:
| « | Esteu a favor d'una República de Letònia independent i democràtica? | » |

Va ser aprovat per un 74,9% dels votants, amb una participació del 87,6%. La independència de Letònia es va produir el 21 d'agost de 1991.